# Π̔
Cette page contient des caractères spéciaux ou non latins. S’ils s’affichent mal (▯, ?, etc.), consultez la page d’aide Unicode.
Le pi esprit dur, π̔, est une lettre grecque additionnelle utilisée dans l’écriture du tsakonien par certains auteurs.

## Utilisation
Thanasis Costakis et d’autres auteurs utilisent le pi esprit dur ‹ π̔ › en tsakonien pour transcrire une consonne occlusive bilabiale sourde aspirée [pʰ],.

## Représentations informatiques
Le pi esprit dur peut être représente avec les caractères Unicode suivants (grec et copte, diacritiques):
| formes    | représentations | chaînes de caractères | points de code | descriptions                                                      |
| --------- | --------------- | --------------------- | -------------- | ----------------------------------------------------------------- |
| capitale  | Π̔               | Π◌̔                    | U+03A0 U+0313  | lettre majuscule grecque pi diacritique virgule culbutée suscrite |
| minuscule | π̔               | π◌̔                    | U+03C0 U+0314  | lettre minuscule grecque pi diacritique virgule culbutée suscrite |